# Morwen Thistlethwaite
Morwen Bernard Thistlethwaite (nacido el 31 de mayo de 1945) es un matemático británico residente en los Estados Unidos, especializado en teoría de nudos. Profesor en la Universidad de Tennessee en Knoxville, ha realizado importantes contribuciones tanto a la teoría de nudos como a la teoría del grupo del cubo de Rubik.

## Semblanza
Thistlethwaite se graduó por la Universidad de Cambridge en 1967, obtuvo su maestría por la Universidad de Londres en 1968, y se doctoró por la Universidad de Mánchester en 1972, donde su asesor era Michael Barratt. Estudió piano con Tanya Polunin, James Gibb y Balint Vazsonyi, dando conciertos en Londres antes de decidir seguir una carrera como matemático en 1975. Enseñó en el Politécnico del Norte de Londres de 1975 a 1978 y en el Politécnico de South Bank de Londres de 1978 a 1987. Trabajó como profesor visitante en la Universidad de California en Santa Bárbara durante un año, antes de ir a la Universidad de Tennessee, de la que es profesor desde entonces. Su esposa, Stella Thistlethwaite, también enseña en la Universidad de Tennessee-Knoxville. Su hijo Oliver Thistlethwaite también es matemático.

## Trabajo

Nudo trivial

### Conjeturas de Tait
Como una parte importante de sus logros, Thistlethwaite contribuyó a probar las conjeturas de Tait, que se enuncian a continuación:
1. Los diagramas alternos reducidos tienen un mínimo número de cruces de enlace.
2. Cualesquiera dos diagramas alternos reducidos de un nudo dado tienen igual retorcedura.
3. Dados dos diagramas alternos reducidos cualesquiera D1,D2 de un enlace alterno primo orientado, D1 puede transformarse en D2 mediante una secuencia de ciertos movimientos simples llamados flypes. También conocida como la conjetura de Tait flyping.
(adapted from MathWorld—A Wolfram Web Resource. http://mathworld.wolfram.com/TaitsKnotConjectures.html)[3]

Junto con Louis Kauffman y Kunio Murasugi, demostró las dos primeras conjeturas de Tait en 1987, y junto con William Menasco demostró la conjetura de Tait flyping en 1991.

### Algoritmo de Thistlethwaite
A Thistlethwaite también se le ocurrió una solución famosa para el cubo de Rubik. La forma en que funciona el algoritmo es restringiendo las posiciones de los cubos a una serie de subgrupos de posiciones de cubos que se pueden resolver utilizando un determinado conjunto de movimientos. Los grupos son:
- {\displaystyle G_{0}=\langle L,R,F,B,U,D\rangle }

Este grupo contiene todas las posiciones posibles del cubo de Rubik.
- {\displaystyle G_{1}=\langle L,R,F,B,U^{2},D^{2}\rangle }

Este grupo contiene todas las posiciones que se pueden alcanzar (desde el estado resuelto) con cuartos de vuelta de los lados izquierdo, derecho, frontal y posterior del cubo de Rubik, pero solo giros dobles de los lados superior e inferior.
- {\displaystyle G_{2}=\langle L,R,F^{2},B^{2},U^{2},D^{2}\rangle }

En este grupo, las posiciones están restringidas a aquellas que se pueden alcanzar con solo giros dobles de las caras delantera, trasera, arriba y abajo y cuartos de vuelta de las caras izquierda y derecha.
- {\displaystyle G_{3}=\langle L^{2},R^{2},F^{2},B^{2},U^{2},D^{2}\rangle }

Las posiciones en este grupo se pueden resolver usando solo giros dobles en todos los lados.
- {\displaystyle G_{4}=\{1\}}

El grupo final contiene solo una posición, el estado resuelto del cubo.
El cubo se resuelve moviéndose de un grupo a otro, usando solo movimientos en el grupo correspondiente. Por ejemplo, un cubo revuelto siempre se encuentra en el grupo G0. Se utiliza una tabla de búsqueda de posibles permutaciones que utiliza cuartos de vuelta de todas las caras para colocar el cubo en el grupo G1. Una vez en el grupo G1, los cuartos de giro de las caras arriba y abajo no están permitidos en las secuencias de las tablas de búsqueda, y las tablas se utilizan para llegar al grupo G2, y así sucesivamente, hasta que se resuelva el cubo.

### Notación de Dowker-Thistlethwaite
Junto con Clifford Hugh Dowker, desarrolló la notación Dowker-Thistlethwaite, una notación para nudos adecuada para su uso informático, derivada de las notaciones de Peter Guthrie Tait y Carl Friedrich Gauss.

## Reconocimientos
Thistlethwaite fue nombrado miembro de la American Mathematical Society, en la clase de becarios de 2022, "por sus contribuciones a la topología de baja dimensión, especialmente para la resolución de las conjeturas de la teoría de nudos clásica de Tait y para la tabulación de nudos".